# Johann Georg Widmann
Johann Georg Widmann (Bressanone, 27 dicembre 1948) è un ex politico ed ex sindacalista italiano.

## Biografia
È sposato e ha due figli. Di professione impiegato, è dal 1970 sindacalista dell'ASGB, il sindacato altoatesino che si rivolge perlopiù agli abitanti di lingua tedesca.
Fu eletto alla Camera per la prima volta nel 1992 (XI Legislatura), e riconfermato poi nel 1994 (XII Legislatura), nel 1996 (XIII Legislatura), nel 2001 (XIV Legislatura) e nel 2006 (XV Legislatura), sempre fra le file della Südtiroler Volkspartei. È stato iscritto al gruppo misto - minoranze linguistiche ed è stato segretario della commissione lavoro pubblico e privato.
Divenne suo malgrado noto nel 2002, quando il 30 ottobre fu il primo deputato espulso dall'aula dal presidente Pier Ferdinando Casini perché sorpreso a fare il "pianista", dopo che il regolamento della Camera era stato reso più severo in questo senso in seguito alle immagini trasmesse dalla trasmissione Striscia la notizia. Widmann stava votando al posto del collega Siegfried Brugger.
Nel 2008 decide di ritirarsi dalla vita politica nazionale non presentando più la sua candidatura elle elezioni politiche.